# 705 a.C.
Il 705 a.C. (DCCV a.C. in numeri romani) è un anno  dell'VIII secolo a.C.

## Morti
- Sargon II, re assiro, muore alla guida di una campagna contro i Cimmeri.